# Medal „Za nienaganną służbę” (Ukraina)
Medal Za nienaganną służbę (ukr. Меда́ль «За бездога́нну слу́жбу») – ukraińskie odznaczenie wojskowe.

## Historia
Odznaczenie zostało ustanowione dekretem Prezydenta Ukrainy nr 932/96 z dnia 5 października 1996 roku, dla wyróżnienia nienagannej służby w jednostkach sił zbrojnych Ukrainy, jednostkach podległych Ministerstwu Spraw Wewnętrznych, w Służbie Bezpieczeństwa Ukrainy, Gwardii Narodowej Ukrainy, Straży Granicznej Ukrainy i w Obronie Cywilnej Ukrainy. 
Odznaczenie posiada 3 stopnie i może być nadawane jednorazowo w każdym stopniu  zaczynając od najniższego tj. III stopnia.
Pierwsze nadanie miało miejsce 4 grudnia 1996 roku.

## Zasady nadawania
Odznaczenie jest nadawane oficerom, chorążym i podoficerom sił zbrojnych, oddziałów i jednostek organizacyjnych podległych Ministerstwu Spraw Wewnętrznych, Służby Bezpieczeństwa Ukrainy, Gwardii Narodowej Ukrainy, Straży Granicznej i Obrony Cywilnej. Wykaz osób, które mogą zostać odznaczone, został ponownie określony w ustawie nr 1559-III z 16 marca 2000 r., która doprecyzowała wcześniejszy dekret i uaktualniła wykaz w związku ze zmianami struktur podległych poszczególnym ministerstwom.  
Podstawą wyróżnienia jest nienaganna służba, wzorowe wykonywanie obowiązków służbowych przez okres służby co najmniej 10 lat. 
Odznaczenie posiada 3 stopnie, które mogą być nadane w kolejności od najniższego, tylko raz w danym stopniu. O nadaniu medalu danego stopnia decyduje okres służby: co najmniej 20 lat dla medalu I stopnia, 15 lat – II stopnia i 10 lat – III stopnia. 
Medale nadaje Prezydent Ukrainy na wniosek Ministerstwa Obrony, Ministerstwa Spraw Wewnętrznych, Ministerstwa Spraw Nadzwyczajnych, dowództwa Gwardii Narodowej, Straży Granicznej, kierownictwa Służby Bezpieczeństwa i departamentu Ochrony Państwa.

## Opis odznaki
Odznaka medalu wykonana jest z nowego srebra (stopnie I i II) i tombaku (stopień III) i ma kształt krzyża utworzonego z czterech tarcz. Ma wielkość 43 mm. Tarcze skierowane są węższymi końcami do siebie.  
Na awersie znajduje się miecz skierowany ostrzem do góry i znajdujący się na tarczach stanowiących pionowe ramię krzyża. W środku krzyża znajduje się owalna tarcza z herbem Ukrainy, poniżej jest wieniec z liści dębowych. Pod tarczą jest szarfa z napisem ЗА БЕЗДОГАННУ СЛУЖБУ (pol. Za nienaganną służbę). Tarcze w odznace medalu I i III stopnia pokryte są dodatkowo czerwoną emalią. Odznaka medalu II stopnia jest w barwach metalu, z którego została wykonana. 
Rewers odznaki jest gładki, w środkowej części znajduje się okrągła tarcza, na której wybijany jest numer odznaczenia. 
Medal zawieszony jest na prostokątnej zawieszce o długości 45 mm i szerokości 28 mm, obciągniętej wstążką koloru jasnoniebieskiego o szer. 28 mm. W zależności od stopnia odznaczenia, zaczynając od środka znajduje się odpowiednia liczba wąskich pasków, każdy o szer. 3 mm, koloru żółtego i niebieskiego (barwy flagi Ukrainy). Odpowiednio wstążka medalu I stopnia ma jeden pasek żółty i dwa niebieskie, II stopnia – dwa paski żółte i trzy niebieskie, III stopnia – trzy paski żółte i cztery niebieskie. Baretka medalu ma wysokość 12 mm i długość 24 mm. 